# Carlos Santana & Buddy Miles! Live!
Carlos Santana & Buddy Miles! Live! es un álbum en vivo por Carlos Santana y Buddy Miles. Este es el quinto disco de Carlos Santana. Este fue puesto en el mercado en el año 1972 y consta de tan solo 6 temas.

## Lista de temas
1. "Marbles" (McLaughlin) – 4:18
2. "Lava" (Miles) – 2:10
3. "Evil Ways" (Henry) – 6:36
4. "Faith Interlude" (Miles, Santana) – 2:13
5. "Them Changes" (Miles) – 5:50
6. "Free Form Funkafide Filth" (Errico, Johnson, Miles) – 24:54

## Músicos

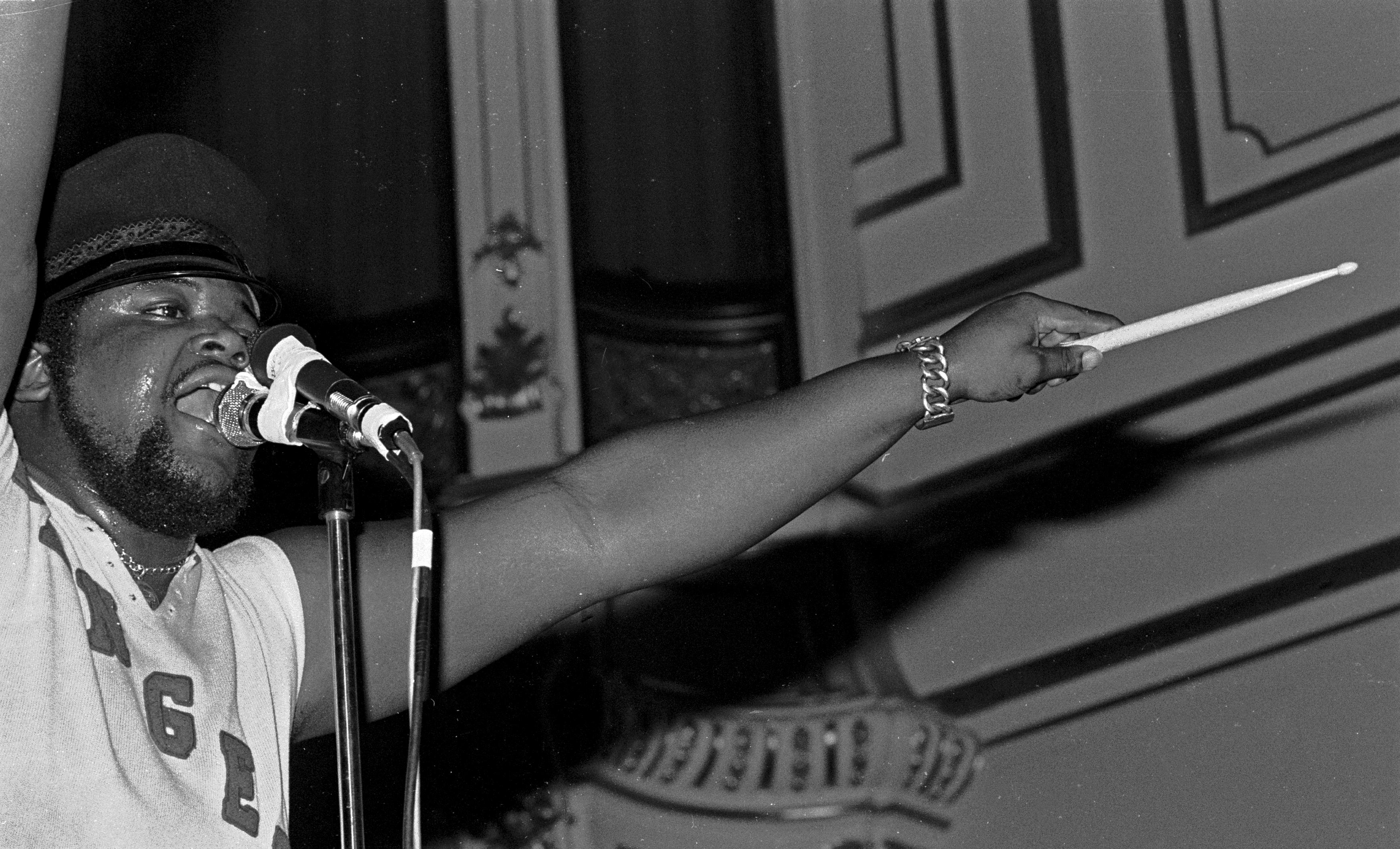
Buddy Miles en el Musikhalle (hoy en día, Laeiszhalle) de Hamburgo en 1972.

- Carlos Santana: Guitarra, cantante.
- Buddy Miles: Batería, percusión, congas, cantante.
- Neal Schon: Guitarra.
- Ron Johnson: Bajo.
- Bob Hogins: Batería.
- Hadley Caliman: Flauta, saxofón.
- Luis Gasca: Trompeta.
- Greg Errico: Batería.
- Richard Clark: Batería, percusión, congas.
- Coke Escovedo: Batería, percusión, timbaletas.
- Mike Carabello: Percusión, congas.
- Mingo Lewis: Percusión.
- Victor Pantoja: Percusión, congas.